# イヴェット・ショヴィレ

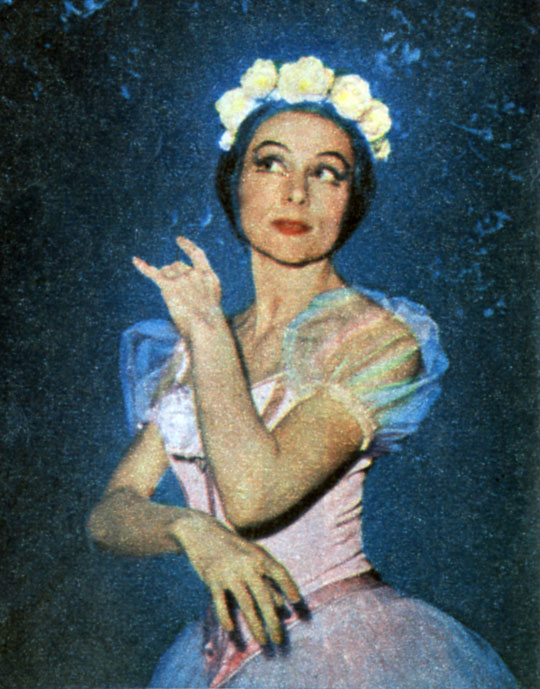
イヴェット・ショヴィレ（1957年）

イヴェット・ショヴィレ （Yvette Chauviré, 1917年4月22日 - 2016年10月19日） は、フランス・パリ出身のバレエダンサー、バレエ教師である。
優雅な容姿と高度な技巧を併せ持ち、20世紀フランスにおける最も優れたバレリーナの一人に数えられている。ルドルフ・ヌレエフは、彼女のことを「legend」と称した。

## 経歴
10歳でパリ・オペラ座バレエ学校に入り、ボリス・クニアセフとヴィクトール・グソフスキーに師事。その後セルジュ・リファールに学び、以後もそのキャリアを通じて指導と助言を受け続けた。1929年に『ジャンヌの扇』で初めてソロを踊り、1934年にパリ・オペラ座のコール・ド・バレエとなった。
その後間もなくカドリーユとなり、翌1935年1月にコリフェに昇進。1936年にリファールの『裸の王様』を初演し、スジェに昇進した1937年には映画『白鳥の死』に出演。翌1938年にプルミエ・ダンスールとなり、1941年12月にリファールが彼女のために振付けた『イシュタル』の初演後に、エトワールに任命された。
ショヴィレはほとんどの古典作品で重要な役柄を踊ったが、『ジゼル』のタイトルロールが最も代表的な作品である。また、彼女はオペラ座のエトワールでありながら、恩師のボリス・クニアセフとのコラボレーションも継続し、『La Legende du Bouleau』や『Piccolo』のような新作も発表した。リファール作品も、『白の組曲』（1943年）、『音楽劇』（1946年）など、数多くを初演している。
1946年にリファールが政治的な理由でオペラ座を追われると、ショヴィレも彼に従い、同年から1947年にかけてモナコの新モンテ・カルロバレエ団で踊った。1947年オペラ座に復帰し、リファールの『ミラージュ』を初演して大成功をおさめる。1949年、ヴィクトール・グゾフスキーの『グラン・パ・クラシック』を初演した後再びオペラ座を離れ、ミラノ・スカラ座に移る。数年後、彼女は英国ロイヤルバレエに招かれ、ルドルフ・ヌレエフと踊った後パリに戻った。
1955年、ジョン・クランコの『美しきエレーヌ』を初演、1957年には、グゾフスキーがベルリン・バレエで初演した『椿姫』で、マルグリットを演じた。
1972年、当たり役の『ジゼル』『瀕死の白鳥』を踊ってオペラ座を引退。その後はオペラ座バレエ学校、パリ国際ダンス・アカデミー校長などをつとめ、シルヴィ・ギエム、モニク・ルディエール、マリー＝クロード・ピエトラガラ、エリザベット・モーラン、イザベル・ゲラン、ドミニク・カルフーニといったエトワールに自らの知識を伝えた。時折舞台にも出演し、1985年にはヌレエフ版『ロミオとジュリエット』で、キャピュレット夫人を演じた。また、彼女はミラノ・スカラ座での『ジゼル』の再演の際には振付も手がけた。1998年には、80歳記念ガラが盛大に挙行された。
今日では、彼女はフランスで最も偉大なバレリーナの一人と考えられており、プリマ・バレリーナ・アッソルータの称号を贈られた数少ないエトワール・ダンサーの一人でもある。
ショヴィレは、優れた画家でありオペラ座の舞台芸術も手がけたコンスタンチン・ネポ（1915年 - 1976年）と結婚した。

## 叙勲
- 1988 : レジオンドヌール勲章（コマンドゥール）
- 2010 : レジオンドヌール勲章（グラントフィシエ）[8]
- メリット勲章
- 芸術文化勲章（コマンドゥール）